# L'Homme et le Serpent
L'Homme et le Serpent (en anglais : The Man and the Snake) est une nouvelle d'Ambrose Bierce publiée pour la première fois en juin 1890.

## Historique
Elle paraît en 1890 dans The San Francisco Examiner et est reprise en 1892 dans le recueil Tales of Soldiers and Civilians (en) chez E. L. G. Steele.
Sa première traduction en français est de Victor Llona et est publiée chez La Renaissance du livre en 1922 dans un volume intitulé Aux lisières de la mort.

## Résumé
Un homme, Harker Brayton, attend dans une maison. Son propriétaire, le docteur During, qui est zoologue, conserve dans une des pièces toute une collection de serpents vivants.
Harker Brayton aperçoit soudainement un serpent et prend peur. Bien que le serpent ne bouge pas du tout, sa peur augmente au fil du temps. Il finit pas avoir une attaque et meurt. 
During ne retrouve près de lui qu'un jouet d'enfant en forme grossière de serpent.